# Alexandrine-Sophie de Bawr
Alexandrine-Sophie de Bawr (a veces Madame de Bawr, nacida como Alexandrine-Sophie Goury de Champgrand, París, 8 de octubre de 1773 - 31 de diciembre de 1860) fue una escritora, cuentista, compositora de música clásica y dramaturga francesa que cultivó el género de la literatura juvenil, conocida por ser la esposa de Henri de Saint-Simon.

## Obras
Novelas y cuentos
- Auguste et Frédéric, 2 vol., 1817.
- Le Novice, 4 vol., 1830 (vol. 1 vol. 2 vol. 3 vol. 4).
- Raoul, ou l'Énéïde, 1832.
- Histoires fausses et vraies, 1835.
- Les Flavy, 2 vol., 1838
- La Fille d'honneur, 2 vol., 1841.
- Robertine, 1842.
- Sabine, 2 vol., 1844.
- Un Mariage de finance, 2 vol., 1847.
- La Famille Récour, 2 vol., 1849.
- La Romance de Nina, 1851.
- Cecilia, ou Mémoires d'une héritière, traducido al inglés por Fanny Burney, 7 vol., 1852.
- Nouveaux Contes pour les enfants, 1855.
- Une existence Parísienne, 3 vol., 1859 (vol. 1 vol. 2 vol. 3).
- Donato et sa lanterne magique, 1860.

Teatro
- Le Rival obligeant, comedia en 1 acto en prosa, París, Ambigu-Comique, 3 de julio de 1794.
- Argent et Adresse, ou le Petit Mensonge, comedia en 1 acto en prosa, París, théâtre Louvois, 9 de abril de 1802.
- Les Chevaliers du lion, mélodrame en 3 actes, à grand spectacle, París, Ambigu-Comique, 4 de junio de 1804.
- L'Argent du voyage, ou l'Oncle inconnu, comedia en 1 acto en prosa, París, Odéon, 1° de mayo de 1809.
- Le Double Stratagème, comedia en 1 acto en prosa, París, Ambigu-Comique, 23 de julio de 1811
- Léon, ou le Château de Montaldi, melodrama en 3 actos y espectáculo, París, Ambigu-Comique, 22 de octubre de 1811.
- La Suite d'un bal masqué, comedia en 1 acto en prosa, París, Théâtre-Français, 9 de abril de 1813.
- Charlotte Brown, comedia de un acto en prosa, París, Théâtre-Français, 7 de abril de 1835.
- Le Petit Commissionnaire, comedia de un acto, 1838.

Varios
- Cours de littérature ancienne, extrait de La Harpe, et dégagé des parties les plus abstraites, 4 vol., 1821.
- Histoire de la musique, 1823.
- Histoire de Charlemagne commençant a l'avènement de Pépin au trône, 1829.
- Soirées des jeunes personnes, 1852.
- Mes Souvenirs, 1853.